# Resolutie 822 Veiligheidsraad Verenigde Naties
Resolutie 822 van de Veiligheidsraad van de Verenigde Naties werd unaniem door de
VN-Veiligheidsraad aangenomen op 30 april 1993.

## Achtergrond
Het gebied Nagorno-Karabach is een de jure deel van Azerbeidzjan dat door Armeniërs werd bevolkt en gedurende de Sovjet-periode autonomie genoot als Nagorno-Karabachse Autonome Oblast. Oplopende etnische spanningen eind jaren 1980 tussen Armeniërs en Azerbeidzjanen leidden tot een oorlog en het uitroepen van de onafhankelijkheid van de Republiek Nagorno-Karabach.
In mei 1994 kwam het tot een wapenstilstand. Sindsdien was Nagorno-Karabach met steun van Armenië decennialang de facto onafhankelijk, totdat Azerbeidzjan in september 2023 het territoriale gezag over het gebied herstelde.

## Inhoud
De Veiligheidsraad:
- Herinnert aan de verklaring van zijn voorzitter over het Nagorno-Karabachconflict.
- Neemt nota van het rapport van de secretaris-generaal.
- Is bezorgd om de verslechterende relaties tussen Armenië en Azerbeidzjan.
- Gealarmeerd over de escalatie van het geweld en bijzonder de invasie van het district Kelbadjar door Armeense strijdkrachten in Nagorno-Karabach.
- Is bezorgd dat de situatie de vrede in de regio in gevaar brengt.
- Is bezorgd om de ontheemding van vele burgers en de humanitaire nood.
- Bevestigt ook de onschendbaarheid van de internationale grenzen en de ontoelaatbaarheid van grondgebiedsuitbreiding met geweld.
- Steunt het vredesproces via de Organisatie voor Veiligheid en Samenwerking in Europa en is bezorgd over de impact van het geweld daarop.

1. Eist een onmiddellijk einde aan het geweld om een wapenstilstand in te stellen en de terugtrekking van alle bezettingsmachten.
2. Dringt aan op een onmiddellijke hervatting van onderhandelingen.
3. Roept op tot ongehinderde toegang van humanitaire hulp tot de regio.
4. Vraagt de secretaris-generaal om de situatie te bekijken.
5. Besluit om actief op de hoogte te blijven.

## Verwante resoluties
- Resolutie 853 Veiligheidsraad Verenigde Naties
- Resolutie 874 Veiligheidsraad Verenigde Naties

Lijst ·  800 ·  801 ·  802 ·  803 ·  804 ·  805 ·  806 ·  807 ·  808 ·  809 ·  810 ·  811 ·  812 ·  813 ·  814 ·  815 ·  816 ·  817 ·  818 ·  819 ·  820 ·  821 ·  822 ·  823 ·  824 ·  825 ·  826 ·  827 ·  828 ·  829 ·  830 ·  831 ·  832 ·  833 ·  834 ·  835 ·  836 ·  837 ·  838 ·  839 ·  840 ·  841 ·  842 ·  843 ·  844 ·  845 ·  846 ·  847 ·  848 ·  849 ·  850 ·  851 ·  852 ·  853 ·  854 ·  855 ·  856 ·  857 ·  858 ·  859 ·  860 ·  861 ·  862 ·  863 ·  864 ·  865 ·  866 ·  867 ·  868 ·  869 ·  870 ·  871 ·  872 ·  873 ·  874 ·  875 ·  876 ·  877 ·  878 ·  879 ·  880 ·  881 ·  882 ·  883 ·  884 ·  885 ·  886 ·  887 ·  888 ·  889 ·  890 ·  891 ·  892